# تيد هنتر
تيد هنتر (بالإنجليزية: Ted Henter)‏ هو مبرمج حاسوب ورجل أعمال أمريكي. معروف باختراعه جاوس قارىء الشاشة للمكفوفين. كما أنه متسابق دراجات نارية سابق ونافس في سباقات بطولة العالم لفئة 250 سي سي ولفئة 50 سي سي.